# Eastern Promises
Eastern Promises är en brittisk-kanadensisk drama-thrillerfilm från 2007, regisserad av David Cronenberg och med Viggo Mortensen, Naomi Watts och Armin Mueller-Stahl i huvudrollerna.

## Handling
Anna Khitrova, spelad av (Naomi Watts), är en barnmorska vid ett sjukhus i London, där en okänd flicka avlider under förlossningen. Flickan lämnar efter sig en dagbok, vilken Anna låter översätta för att försöka finna barnets anhöriga. 
I dagboken finner Anna ett kort från en transsibirisk restaurang, vars ägare, den ryske gangstern Semyon (Armin Mueller-Stahl) snart upptäcker att han har en del i dramat... 

## Medverkande
- Viggo Mortensen - Nikolai Luzhin
- Naomi Watts - Anna
- Armin Mueller-Stahl - Semyon

## Produktionen
- Filmen är regisserad av David Cronenberg.
- I filmen finns det inga skjutvapen, bara knivar.